# 활동적 여성화

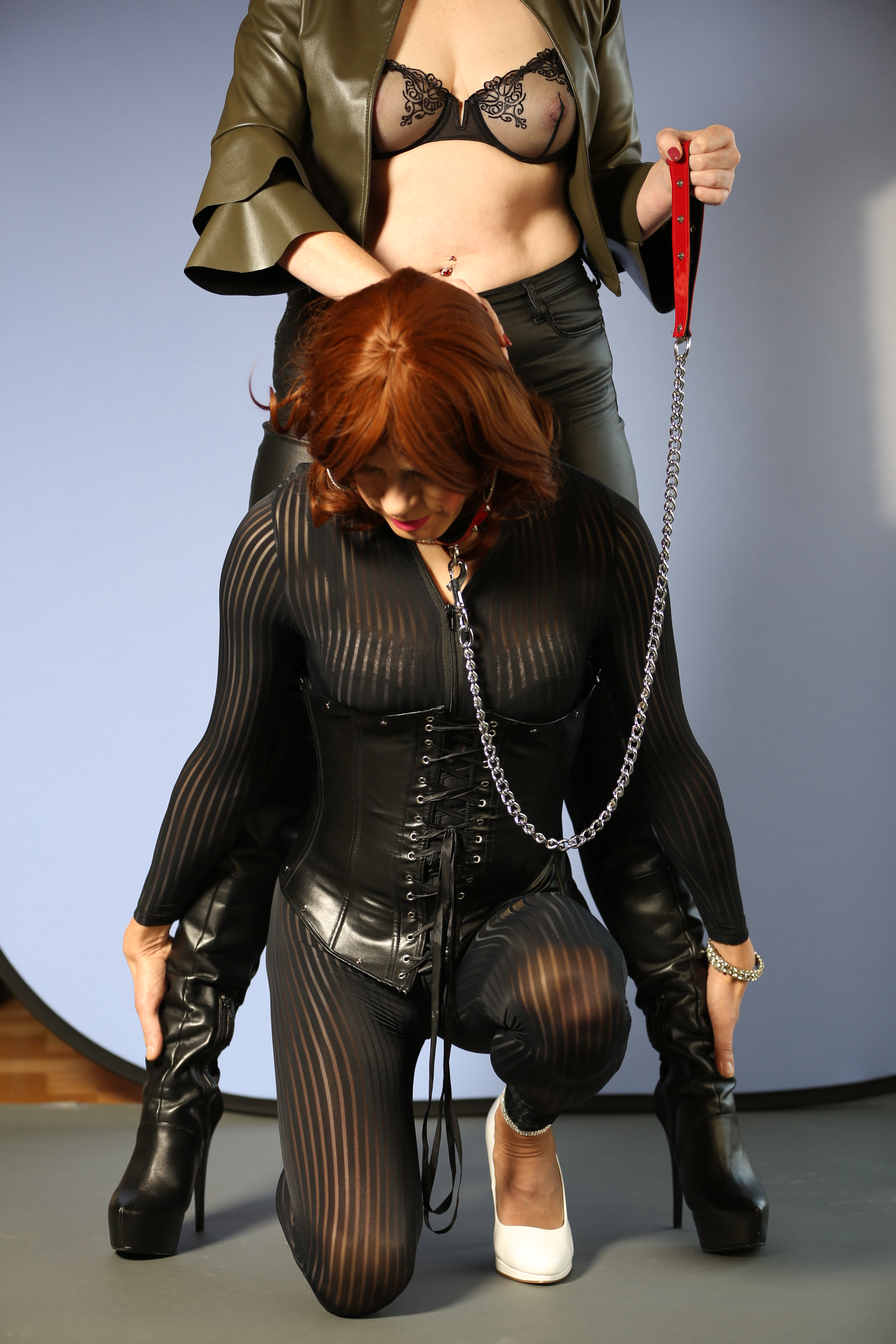
지배적인 여성과 복종적인 남성이 여성화를 실천하고 있는 모습

활동적 여성화는 자의 또는 타의에 의해 여장을 하고 여성으로서 생활하게 되는 경우를 말한다. 여성으로서의 생활을 애호하는 경우에는 자발적인 여성화이므로 신체적이나 행동적으로 여성화를 한다. 반면 무리하게 여성화를 강요당하는 경우, 최면에 의한 여성화는 타의적인 여성화로 여겨진다.
여성화는 성적인 페티시로서, 트랜스여성이 되는 것과는 다르다. 또한, 관여하는 복종적인 파트너들은 일반적으로 이성애 남성이다. 남성이 전통적으로 남성다워야 한다는 사회적 압력에서 비롯된 것으로 추측되고 있다.

## 같이 보기
- 정조대
- 시시 (심리학)